# 南部家文書
南部家文書（なんぶけもんじょ）は、奥州南部氏に伝えられる文書。
- 八戸（遠野）南部家文書　1984年（昭和59年）に重要文化財の指定を受けた八戸（遠野）南部家文書[1]。
- 三戸（盛岡）南部家文書　盛岡市中央公民館に所蔵されている南部信直以後の文書。
- 1939年 （昭和14年）吉野朝史蹟調査会によって刊行された書籍[2] 。

## 八戸（遠野）南部家文書
八戸南部氏所伝の文書。慶長19年（1614年）に没した20代八戸直政の時代までの中世文書243通と南部八戸家系図・八戸家伝記・家伝記選用集（1巻・7冊）が、1984年に国の重要文化財に指定された。243通の中世文書は掛軸、巻子等に改装されず、すべて未表具の状態で伝わっており、南北朝時代の奥州の情勢にかかわる貴重な史料を含む。東京都の個人蔵。

## 三戸（盛岡）南部家文書
中世三戸南部家の家伝伝書は、1539年(天文 8年）本三戸城の炎上のさいに、類焼、多くを失ったとされている。